# Hans Suter (Politiker)
Hans Suter (* 8. Juni 1860 in Gränichen; † 8. November 1930 in Montreux), heimatberechtigt in Gränichen und seit 1903 in Zofingen, war ein Schweizer Jurist und Politiker.

## Leben

### Familie
Hans Suter war der Sohn des Gastwirts Samuel Suter und dessen Ehefrau Vereina (geb. Stirnemann).
Er war in erster Ehe mit Anna Maria Widmer, der Tochter von Samuel Widmer verheiratet. 1889 heiratete er in zweiter Ehe Anna, die Tochter des Johann Lanz und 1901 in dritter Ehe Bertha, die Tochter des Metzgers Kaspar Hofer.
Hans Suter verstarb während eines Kuraufenthaltes in Montreux.

### Werdegang
Nachdem Hans Suter seine Matura am Gymnasium (siehe Alte Kantonsschule Aarau) in Aarau bestanden hatte, immatrikulierte er sich zu einem Studium der Rechtswissenschaften an der Universität Bern.
1882 erhielt er sein Notariatspatent und war am Bezirksgericht Zofingen tätig. Er wurde 1891 Gerichtssubstitut und war darauf von 1898 bis 1913 Bezirksamtmann des Bezirk Zofingen.
Von 1914 bis zu seinem Tod war er erster vollamtlicher Stadtammann von Zofingen.
1925 war er Präsident der Generalversammlung des Verwaltungsrats der Amor Schokolade-, Confiserie- & Biscuitsfabrik AG in Bern.

### Politisches und gesellschaftliches Wirken
Hans Suter beschäftigte sich mit dem Schulwesen, mit Bau- und Infrastrukturfragen sowie dem Stadtwald.
Er war einige Jahre Präsident der Freisinnig-Demokratischen Partei des Bezirks Zofingen und Mitglied im Grütliverein; er wurde 1898 von der freisinnig-demokratischen Partei für die Wahl zum Bezirksamtmann aufgestellt.
Vom 15. März 1908 bis zum 3. Dezember 1911 war er, als Nachfolger des verstorbenen Arnold Künzli, freisinniger Nationalrat und von 1913 bis 1930 Aargauer Grossrat, dem er von 1924 bis 1925 als Präsident vorsass.
Er trat 1910 im Nationalrat für das Verbot von Kunstwein und Kunstmost ein.
Er wurde 1919 Präsident des Organisationskomitees für die Durchführung des Kantonalschützenfestes 1920; 1921 war er Ehrenpräsident des Organisationskomitees für die aargauische Gartenbauausstellung.
1929 präsidierte er das Organisationskomitee für das in Zofingen stattfindende 21. Bundesfest des Schweizerischen Radfahrerbundes.